# Chen Weiqiang
Chen Weiqiang   (Dongguan, 7 de juny de 1958) és un aixecador de peses xinès, ja retirat, que va competir durant la dècada de 1980.
El 1984 va prendre part en els Jocs Olímpics d'Estiu de Los Angeles, on va guanyar la medalla d'or en la categoria del pes ploma del programa d'halterofília.
En el seu palmarès també destaca una medalla d'or al Campionat del món d'halterofília de 1984 i una medalla d'or als Jocs Asiàtics de 1982.